# Liste der Naturdenkmale in Gersdorf
Die Liste der Naturdenkmale in Gersdorf nennt die Naturdenkmale in Gersdorf im sächsischen Landkreis Zwickau.

## Definition
„Naturdenkmäler sind rechtsverbindlich festgesetzte Einzelschöpfungen der Natur oder entsprechende Flächen bis zu fünf Hektar, deren besonderer Schutz erforderlich ist
1. aus wissenschaftlichen, naturgeschichtlichen oder landeskundlichen Gründen oder
2. wegen ihrer Seltenheit, Eigenart oder Schönheit.“

„§ 18 – Naturdenkmäler – (zu § 28 BNatSchG)
(1) Die Erklärung nach § 22 Abs. 1 BNatSchG von Teilen von Natur und Landschaft als Naturdenkmal erfolgt durch Rechtsverordnung oder Einzelanordnung.
(2) Über § 28 Abs. 1 BNatSchG hinaus können Naturdenkmäler zur Sicherung von Lebensgemeinschaften oder Lebensstätten von im Bestand gefährdeten oder streng geschützten Arten festgesetzt werden.“

## Liste
Diese Auflistung unterscheidet zwischen Flächennaturdenkmalen (FND) mit einer Fläche bis zu 5 ha (bei Verordnung nach DDR-Recht auch mehr) und Einzel-Naturdenkmalen (ND).
Link zu einem Kartenansichtstool, um Koordinaten zu setzen.
| Bild                          | Bezeichnung            | Lage                                        | Beschreibung | Datum | Nummer       |
| ----------------------------- | ---------------------- | ------------------------------------------- | --- | ----- | ------------ |
| mehr Fotos \| Fotos hochladen | Mühlenholz in Gersdorf | Gersdorf (50° 46′ 48,4″ N, 12° 41′ 4,6″ O)  | FND. Fünf zur Erhaltung einer vielgestaltigen und ökologisch wertvollen Landschaft mit seiner vielfältigen Pflanzen- und Tierwelt unter Schutz gestellte Gehölzflächen. Über 30 nachgewiesene Brutvogelarten. Vorkommen der geschützten Arten Wasserfrosch, Erdkröte, Teichmolch und Waldeidechse. In Gehölz I gibt es das einzige Vorkommen der Hohen Schlüsselblume im Landkreis. Gesamtfläche 3,20 ha. Gehölz I: 7221 m². | 1990  | Z364.231.126 |
| mehr Fotos \| Fotos hochladen | Mühlenholz in Gersdorf | Gersdorf (50° 46′ 46,9″ N, 12° 41′ 12,9″ O) | Gehölz II: 4894 m². | 1990  | Z364.231.126 |
| mehr Fotos \| Fotos hochladen | Mühlenholz in Gersdorf | Gersdorf (50° 46′ 46,7″ N, 12° 41′ 26,8″ O) | Gehölz III: 3537 m² | 1990  | Z364.231.126 |
| mehr Fotos \| Fotos hochladen | Mühlenholz in Gersdorf | Gersdorf (50° 46′ 44,5″ N, 12° 41′ 20,6″ O) | Gehölz IV: 1850 m². | 1990  | Z364.231.126 |
| mehr Fotos \| Fotos hochladen | Mühlenholz in Gersdorf | Gersdorf (50° 46′ 40″ N, 12° 41′ 16,8″ O)   | Gehölz V: 7221 m². | 1990  | Z364.231.126 |